# Reinhold Vasters
Reinhold Vasters (Erkelenz, 2. siječnja 1827. – Aachen, 14. lipnja 1909.)  bio je njemački zlatar i krivotvoritelj umjetničkih djela.

## Životopis
Rođen u Erkelenzu pokraj Aachena. Otac mu je bio bravar. Zlatarsku školu završio je u Krefeldu, usavršavao se u Londonu, Parizu i Beču. Svoje radove izlagao je na Prvoj svjetskoj izložbi u Londonu 1851. godine, gdje je za svoj rad i nagrađen. Preselio se u Aachen, gdje je zajedno s Heinrichom Josephom Viethenom osnovao zlatarsku radionicu i radio na obnovi predmeta iz katedrale. Stekao je reputaciju stručnjaka za antikno liturgijsko zlato i srebro. Oženio se 1855. godine, te je imao troje djece. Preminuo je u Aachenu u 82. godini života.

## Krivotvorine
Kako bi materijalno pomogao svoju obitelj nakon smrti supruge počeo je izrađivati reprodukcije povijesnih predmeta. Radio je u suradnji s povjesničarom umjetnosti Franzom Bockom i to za zlatare Augusta Wittea i Martina Vogenoa.
Surađivao je i s trgovcem umjetninama Frédéricom Spitzerom iz Beča koji mu je pomagao u prodaji njegovih krivotvorina. Postao je stručnjak za renesansni nakit, u stilu Wenzela Jamnitzera, Leonea Leonija, te Valeria Bellija.
Prilikom izložbe njegovih djela u Victoria and Albert Museum 1970-ih godina u Londonu, postalo je očito da se njegove krivotvorine nalaze i u drugim brojnim svjetskim muzejima, također i u Metropolitan Museum of Art u New Yorku.  
Najznačajniji primjer Vastersovih krivotvorina je tzv. Rospigliosi kupa pripisana Benvenutu Celliniju odnosno Jacopu Bilivertu.